# Margarethe Held
Margarethe Held, née en 1894 à Mettingen et morte en 1981 à Berlin, est une créatrice d'art brut allemande.

## Biographie
En 1921, Margarethe Held se marie, mais, quatre ans plus tard, elle perd son mari, puis son père peu après. Elle commence alors à communiquer avec les esprits, en particulier ceux de son mari et de son père. En 1926, elle rencontre son second mari et le couple s'installe à Berlin. Il se sépare après la seconde guerre mondiale et l'intérêt de Margarethe Held pour le spiritisme trouve une nouvelle vigueur. Selon elle, en 1950, alors qu'elle est en communication avec son premier mari, un esprit qu'elle identifie comme « Shiva, Dieu des indiens et des mongols », se mêle à la conversation. Sur ses instructions, elle se met à dessiner et, en quatre mois, produit plus de 300 dessins, soulignés d’une brève inscription. Réalisés au crayon de couleur, ils représentent le plus souvent des portraits de personnes décédées, mais aussi des dieux, des elfes et des démons, des animaux et des fleurs. Certains exercent une influence faste, d'autres une influence néfaste sur le monde. Elle reçoit ensuite d’autres ordres de Shiva : écrire un livre, y noter ses messages reçus et ses voyages sur diverses planètes. En 1954, elle met brutalement un terme à son activité d'artiste médiumnique.